# 문산초등학교 (경남)
문산초등학교는 대한민국 경상남도 진주시 문산읍 소문리에 있는 공립 초등학교이다.

## 학교 연혁
- 1924년 4월 18일 문산공립보통학교(4년제) 개교
- 1934년 3월 31일 6년제 인가
- 1938년 4월 1일 남문산공립심상소학교로 개칭
- 1941년 4월 1일 남문산공립국민학교로 개칭
- 1992년 3월 1일 갈촌분교장 편입
- 1993년 9월 1일 갈촌분교장 통폐합
- 1996년 3월 1일 문산초등학교로 개칭
- 2016년 9월 1일 제31대 금문수 교장 부임
- 2017년 2월 16일 제89회 졸업식(졸업생 63명, 총 11,642명)

## 참고 자료
- 문산초등학교 - 한국교육학술정보원 학교알리미